# Ardensko
Ardennes je francouzský departement ležící v regionu Grand Est. Je pojmenován po Ardenách, které sem zasahují z Belgie a kterými protéká řeka Máza (Meuse). Hlavní město je Charleville-Mézières.

## Historie

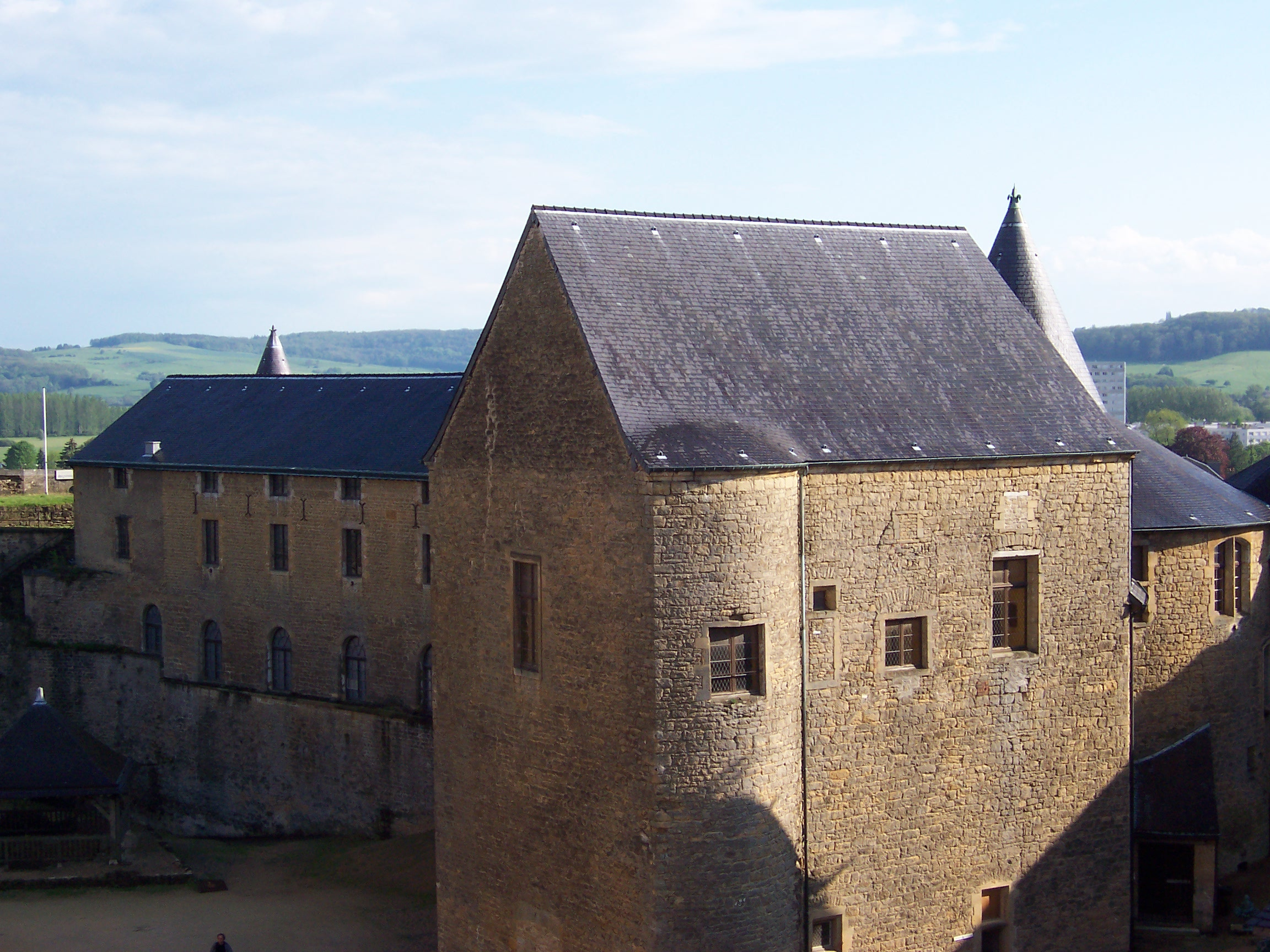
Hrad v Sedanu

Tento departement je jedním z původních 83 departementů, vzniklých během velké francouzské revoluce dne 4. března 1790. Jméno získal podle Arden, které se v oblasti nacházejí. Departement v sobě zahrnuje území z bývalých provincií Champagne a Argonne a Sedanského knížectví. Oblast departementu byla zasažena oběma světovými válkami, probíhaly zde např. bitvy v roce 1914 či 1944.